# Habenaria pubescens
Habenaria pubescens är en orkidéart som beskrevs av John Lindley. Habenaria pubescens ingår i släktet Habenaria och familjen orkidéer. Inga underarter finns listade i Catalogue of Life.